# Arash Miresmaeili
Arash Miresmaeili (em persa:  آرش میراسماعیلی ; Khorramabad, 3 de março de 1981) é um judoca iraniano, duas vezes campeão do mundo de pesos-leves. Miresmaeili conquistou a medalha de ouro nos Campeonatos do Mundo de Judo de 2001, em Munique, e 2003 em Osaka, tendo também conquistado a medalha de bronze nos Campeonatos do Mundo de 2005, no Cairo, e 2007 no Rio de Janeiro.

## Jogos Olímpicos de 2004
Miresmaeili era o principal favorito à medalha de ouro nos Jogos Olímpicos de Verão de 2004 em Atenas, onde foi o porta-estandarte do Irão na cerimónia de abertura. Estava previsto defrontar o atleta israelita Ehud Vaks na primeira ronda, mas foi desqualificado porque estava acima do limite de peso para a sua classe. Alegadamente, Miresmaeili procurou deliberadamente ser desqualificado em vez de competir contra um israelita, o que poderá ser interpretado dos seus próprios comentários: "Apesar de ter treinado durante meses e estar em boa forma eu recusei defrontar o meu oponente israelita em solidariedade para com o sofrimento do povo da Palestina e não me sinto nada chateado." Comentários de oficiais e políticos iranianos suportam esta ideia. A agência de notícias oficial do Irão, IRNA, citou o então presidente iraniano Mohammad Khatami como tendo dito que as ações de Miresmaeili seriam "registadas na história das glórias do Irão" e que a nação o considerava "o campeão dos Jogos Olímpicos de 2004". Nassrollah Sajadi, presidente da equipa olímpica iraniana, disse ao jornal Shargh que o governo deveria dar ao atleta 115 000 dólares pelas suas ações, a mesma quantia com que o estado iraniano premiava os atletas que vencessem a medalha de ouro.